# Svenska Motorklubben
Svenska Motorklubben, SMK, är en klubb för svensk bil-, motorcykel- och motorbåtssport. SMK bildades 1907 med ändamålet att främja den inhemska motorindustrin, verka för motorbåtars och motorfordons användning inom Sverige samt samla ägare av motorfordon och andra för klubbens syften intresserade personer. År 1925 fusionerades klubben med Svenska Motorcykelklubben (SMCK, grundad 1913). 
Bland annat har SMK arbetat för motorteknikens utveckling genom att anordna tillförlitlighetstävlingar på långa distanser. Den mest kända torde vara Novemberkåsan.
SMK-Malmö stod som arrangör av Sveriges första Grand Prix-tävling för motorcyklar i Saxtorp i Skåne med första tävlingen 1930 och sedan fram till 1939 då kriget satte stopp.
Antalet åskådare har varit över 150 000.  
Tävlingsverksamheten bedrivs i lokala SMK-klubbar. Stockholmsavdelningen drev till exempel länge speedwaylaget Monarkerna.